# Stade du Ray
El Stade du Ray fue un estadio de fútbol de Niza, Francia. Estuvo ubiquado en el norte de la ciudad, en el popular barrio de Ray, y contó con una capacidad de unos 17 000 espectadores. Fue el estadio del Olympique Gymnaste Club de Nice Côte d'Azur desde su inauguración en 1927. 
El estadio no cumple con las obligaciones de la Ligue 1. El torneo exige una capacidad mínima para 20.000 espectadores. Además, el estadio es muy viejo, y una de las tribunas fue destruida en un partido en la Copa de Francia del 1992 contra SC Bastia.
El OGC Nice se trasladó en 2013 al nuevo estadio Allianz Riviera, ubicado en los afueras de la ciudad, cerca del llano de Var. El nuevo estadio cuenta con una capacidad de 35 000 espectadores sentados y reúne todos los requisitos de la UEFA.